# جرج وبر (ورزشکار)
جرج وبر (انگلیسی: George Webber; ۶ دسامبر ۱۸۹۵ – ۳۱ مهٔ ۱۹۵۰) ورزشکار دو و میدانی اهل بریتانیا بود.